# Clevertorbrücke

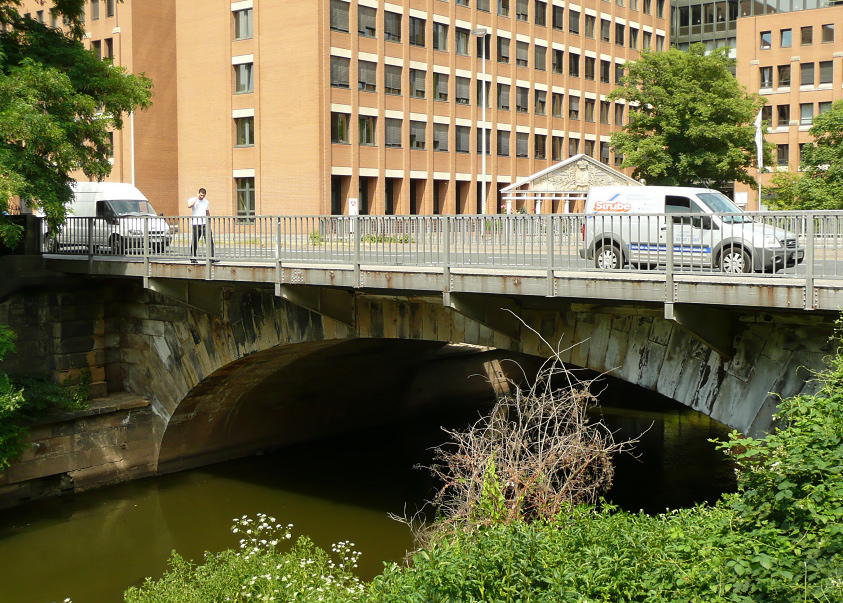
Clevertorbrücke

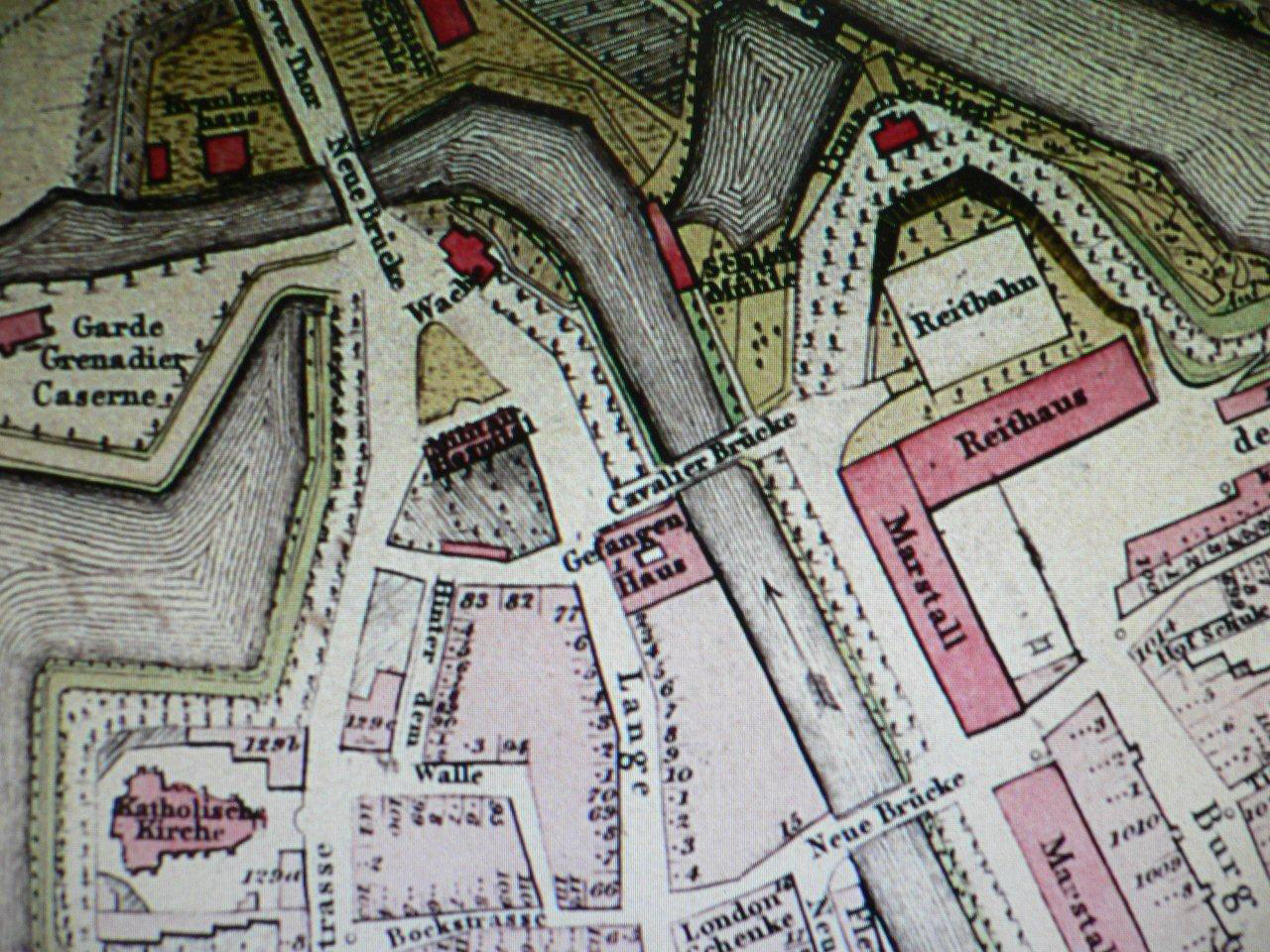
1822: Die Neue Brücke zwischen dem Clevertor und der alten Wache

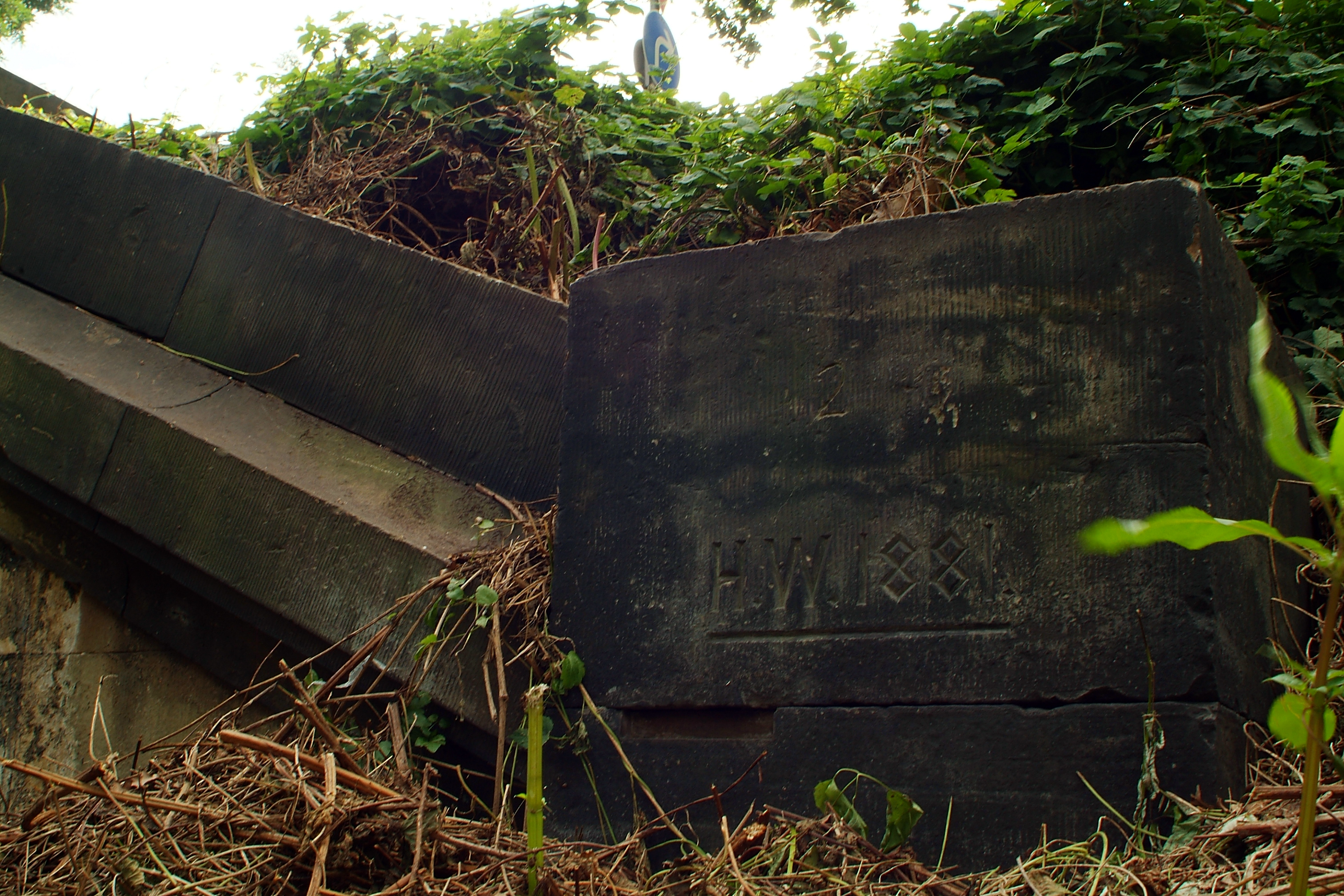
Hochwassermarkierung von 1881

Die Clevertorbrücke ist eine Brücke in Hannover, die im Verlauf der Brühlstraße über die Leine führt. Die Brühlstraße und mit ihr die Clevertorbrücke bilden die Grenze zwischen den Stadtteilen Mitte und Calenberger Neustadt.

## Geschichte
Von der ehemaligen Clevertorbastion, die 1650 angelegt wurde, führte eine erste Brücke an dieser Stelle nordwärts über die Leine als mehrjochige Holzbrücke mit einem aufklappbaren Joch.
Im Zusammenhang mit dem Neubau des Clevertores entstand an ihrer Stelle nach einem Plan von Ingenieurhauptmann Gotthard Christoph Müller (später Professor an der Universität Göttingen) um 1781 eine massive Einbogenbrücke mit einer Spannweite von 19 Metern als Segmentbogenbrücke aus Sandstein. An der quer zur Brücke stützenden Uferbefestigung parallel zum heutigen Franz-Mock-Weg befindet sich am unteren Ende ein sandsteinerner Abschluss mit einer Hochwassermarkierung aus dem Jahr 1881.
Die alte Brücke trägt heute die westliche Fahrbahn der nach dem Zweiten Weltkrieg verbreiterten Brücke. Der alte Überbau der Brücke ist nicht mehr vollständig erhalten.